# Anne Keothavong
Anne Keothavong (Hackney, 16 settembre 1983) è un'ex tennista, allenatrice di tennis e telecronista sportiva britannica.

## Biografia
I suoi genitori si chiamano Somsak e Vathana: entrambi emigrati dal Laos, si conobbero frequentando le comunità laotiane di Londra e Portsmouth. Anne ha una sorella di nome Lena e due fratelli, James (uno dei più quotati giudici di sedia ATP, che ha diretto anche finali degli Slam e alle Olimpiadi) e Mark. Nata e cresciuta a Londra, ha ereditato la passione per il tennis dal padre e ha iniziato a giocare con il fratello James. Ha studiato alla Kingsland Secondary School di Londra.

## Carriera

### Juniores
Si mette in luce tra le juniores raggiungendo la semifinale ragazze del Torneo di Wimbledon 2001, nella quale viene sconfitta dalla futura nº 1 del ranking WTA Dinara Safina.

### Professionista
Aveva già debuttato tra le professioniste del circuito ITF nel maggio 1998, quando aveva 14 anni. Il 28 gennaio 2001 vince il suo primo titolo ITF nell'isola di Jersey, e nell'aprile successivo fa il suo debutto nella Fed Cup in occasione della sfida persa 3-0 contro la Svezia, diventando la più giovane britannica ad aver giocato nel prestigioso torneo. In giugno fa il suo esordio grazie a una wild card a Wimbledon, dopo che aveva fallito le qualificazioni l'anno prima, e viene eliminata al primo turno. Vince il suo primo incontro a Wimbledon, e in generale in una prova dello Slam, nell'edizione del 2004 sconfiggendo la nº 41 WTA Nicole Pratt, e al secondo turno viene eliminata da Maria Sharapova.
Nel 2007 vince per la prima volta un torneo ITF da 50.000 dollari, a Vancouver. Nel maggio 2008 vince in Libano un altro torneo da 50.000 dollari e la settimana dopo entra per la prima volta nella top 100 del ranking WTA. Quell'anno raggiunge il terzo turno agli US Open, ottenendo il suo miglior risultato in una prova dello Slam, e viene eliminata da Elena Dement'eva dopo aver sconfitto Francesca Schiavone. In novembre batte in tre set Monica Niculescu nella finale della Salwator Cup di Cracovia, che con il suo montepremi da 100.000 dollari sarà il più importante trofeo della carriera, risultato che le consente di chiudere la stagione al 60º posto del ranking.
Inizia bene il 2009 arrivando in semifinale al torneo WTA di Auckland, subito dopo partecipa per la prima volta all'Australian Open, entrando nel main draw per diritto di classifica, e non supera il primo turno. Con la semifinale raggiunta il mese dopo al WTA di Memphis, il 23 febbraio 2009 raggiunge la 48ª posizione del ranking WTA, prima britannica nella top 50 dopo Jo Durie nel 1993.
Nel corso della carriera, la sua maggiore rivale tra le connazionali è Elena Baltacha, contro la quale gioca spesso fin da giovanissima, che a sua volta sarebbe entrata nella top 50. Keothavong rappresenta la Gran Bretagna alle Olimpiadi di Londra del 2012 in singolare e in doppio in coppia con Baltacha, senza conseguire medaglie.
Ottiene il suo miglior risultato nei tornei WTA a fine carriera raggiungendo la finale in doppio in coppia con Valerija Savinych alla Brasil Tennis Cup 2013, nella quale vengono sconfitte in due set da Anabel Medina Garrigues / Jaroslava Švedova. Non si aggiudica mai alcun torneo WTA, ma raggiunge per 7 volte le semifinali, mentre vince in carriera un totale di 20 titoli ITF in singolare e 8 in doppio. Chiude la sua esperienza in Federation Cup nel 2013 dopo aver disputato 44 incontri, con un bilancio di 22 vittorie e altrettante sconfitte, ed essere diventata la seconda britannica dopo Virginia Wade per numero di presenze. Si ritira nel luglio 2013 a soli 29 anni.

## Dopo il ritiro
Lasciato l'agonismo, ha iniziato a lavorare per il BT Sport’s tennis team. Alla fine del 2016 è diventata la capitana della squadra britannica di Fed Cup. Lavora anche in televisione in veste di commentatrice per i tornei tennistici.
Il 28 febbraio 2015 ha sposato Andrew Bretherton, con il quale nel 2015 ha generato la figlia Ava.

## Statistiche

### Doppio

#### Sconfitte (1)
| Legenda: Prima del 2009 | Legenda: Dal 2009     |
| ----------------------- | --------------------- |
| Grande Slam (0)         |                       |
| Ori Olimpici (0)        |                       |
| WTA Championships (0)   |                       |
| Tier I (0)              | Premier Mandatory (0) |
| Tier II (0)             | Premier 5 (0)         |
| Tier III (0)            | Premier (0)           |
| Tier IV & V (0)         | International (1)     |

| N. | Data          | Torneo                           | Superficie | Compagno          | Avversari in finale                       | Punteggio |
| 1  | 1º marzo 2013 | Brasil Tennis Cup, Florianópolis | Cemento    | Valerija Savinych | Anabel Medina Garrigues Jaroslava Švedova | 0-6, 4-6  |

### Risultati in progressione
| Sigla | Risultato               |
| ----- | ----------------------- |
| V     | Vincitore               |
| F     | Finalista               |
| SF    | Semifinalista           |
| O     | Oro olimpico            |
| A     | Argento olimpico        |
| SF    | Bronzo olimpico         |
| QF    | Quarti di Finale        |
| 4T    | Quarto turno            |
| 3T    | Terzo turno             |
| 2T    | Secondo turno           |
| 1T    | Primo turno             |
| RR    | Round Robin             |
| LQ    | Turno di qualificazione |
| A     | Assente                 |
| ND    | Non disputato           |

| Legenda superfici    |
| -------------------- |
| Cemento              |
| Terra battuta        |
| Erba                 |
| Superficie variabile |

#### Singolare
| Torneo                 | 2000          | 2001          | 2002          | 2003          | 2004          | 2005          | 2006          | 2007          | 2008          | 2009          | 2010          | 2011          | 2012 | 2013 | Titoli      | V–S         | % Vittorie  |
| ---------------------- | ------------- | ------------- | ------------- | ------------- | ------------- | ------------- | ------------- | ------------- | ------------- | ------------- | ------------- | ------------- | ---- | ---- | ----------- | ----------- | ----------- |
| Tornei del Grande Slam |               |               |               |               |               |               |               |               |               |               |               |               |      |      |             |             |             |
| Australian Open        | A             | A             | A             | LQ            | LQ            | A             | LQ            | LQ            | LQ            | 1T            | A             | 2T            | 1T   | LQ   | 0 / 3       | 1–3         | 25%         |
| Open di Francia        | A             | A             | A             | LQ            | LQ            | A             | LQ            | LQ            | LQ            | 1T            | 1T            | 1T            | 1T   | LQ   | 0 / 4       | 0–4         | 0%          |
| Wimbledon              | LQ            | 1T            | 1T            | 1T            | 2T            | 1T            | 1T            | 1T            | 2T            | 1T            | 1T            | 2T            | 2T   | 1T   | 0 / 13      | 4–13        | 33%         |
| US Open                | A             | A             | A             | LQ            | A             | A             | LQ            | LQ            | 3T            | A             | 1T            | 1T            | 1T   | A    | 0 / 4       | 2–4         | 50%         |
| Vittorie-sconfitte     | 0–0           | 0–1           | 0–1           | 0–1           | 1–1           | 0–1           | 0–1           | 0–1           | 3–2           | 0–3           | 0–3           | 2–4           | 1–4  | 0–1  | 0 / 24      | 7–24        | 24%         |
| Giochi Olimpici        |               |               |               |               |               |               |               |               |               |               |               |               |      |      |             |             |             |
| Giochi olimpici estivi | A             | Non disputato | Non disputato | Non disputato | A             | Non disputato | Non disputato | Non disputato | A             | Non disputato | Non disputato | Non disputato | 1T   | ND   | 0 / 1       | 0–1         | 0%          |
| Tornei di fine anno    |               |               |               |               |               |               |               |               |               |               |               |               |      |      |             |             |             |
| WTA Tour Championships | A             | A             | A             | A             | A             | A             | A             | A             | A             | A             | A             | A             | A    | A    | 0 / 0       | 0–0         | 0%          |
| WTA Premier Mandatory  |               |               |               |               |               |               |               |               |               |               |               |               |      |      |             |             |             |
| Indian Wells           | A             | A             | A             | A             | A             | A             | A             | LQ            | LQ            | 1T            | 1T            | LQ            | 1T   | A    | 0 / 3       | 0–3         | 0%          |
| Miami                  | A             | A             | A             | A             | A             | A             | A             | LQ            | A             | 1T            | 1T            | LQ            | LQ   | A    | 0 / 2       | 0–2         | 0%          |
| Madrid                 | Non disputato | Non disputato | Non disputato | Non disputato | Non disputato | Non disputato | Non disputato | Non disputato | Non disputato | 2T            | A             | A             | A    | A    | 0 / 1       | 1–1         | 50%         |
| Pechino                | Non Tier I    | Non Tier I    | Non Tier I    | Non Tier I    | Non Tier I    | Non Tier I    | Non Tier I    | Non Tier I    | Non Tier I    | A             | A             | A             | A    | A    | 0 / 0       | 0–0         | 0%          |
| WTA Premier 5          |               |               |               |               |               |               |               |               |               |               |               |               |      |      |             |             |             |
| Dubai                  | Non Tier I    | Non Tier I    | Non Tier I    | Non Tier I    | Non Tier I    | Non Tier I    | Non Tier I    | Non Tier I    | Non Tier I    | A             | A             | A             | NP5  | NP5  | 0 / 0       | 0–0         | 0%          |
| Roma                   | A             | A             | A             | A             | A             | A             | A             | A             | A             | 1T            | LQ            | A             | A    | A    | 0 / 1       | 0–1         | 0%          |
| Cincinnati             | Non Tier I    | Non Tier I    | Non Tier I    | Non Tier I    | Non Tier I    | Non Tier I    | Non Tier I    | Non Tier I    | Non Tier I    | A             | A             | LQ            | A    | A    | 0 / 0       | 0–0         | 0%          |
| Canada Open            | A             | A             | A             | A             | A             | A             | A             | LQ            | 1T            | A             | A             | LQ            | A    | A    | 0 / 1       | 0–1         | 0%          |
| Tokyo                  | A             | A             | A             | A             | A             | A             | A             | A             | LQ            | A             | A             | A             | A    | A    | 0 / 0       | 0–0         | 0%          |
| Carriera               |               |               |               |               |               |               |               |               |               |               |               |               |      |      |             |             |             |
| Titles                 | 0             | 0             | 0             | 0             | 0             | 0             | 0             | 0             | 0             | 0             | 0             | 0             | 0    | 0    | 0           | 0           | 0           |
| Ranking di fine anno   | 377           | 277           | 233           | 177           | 175           | 239           | 168           | 122           | 61            | 84            | 123           | 73            | 137  | NR   | 1 303 091 $ | 1 303 091 $ | 1 303 091 $ |